# Радовану
Радовану (рум. Radovanu) — село у повіті Келераш в Румунії. Входить до складу комуни Радовану.
Село розташоване на відстані 42 км на південний схід від Бухареста, 64 км на захід від Келераші.

## Населення
За даними перепису населення 2002 року у селі проживали 4406 осіб. Рідною мовою 4401 особа (99,9%) назвала румунську.
Національний склад населення села:
| Національність | Кількість осіб | Відсоток |
| -------------- | -------------- | -------- |
| румуни         | 4383           | 99,5%    |
| цигани         | 21             | 0,5%     |